# Enrique Cipriani Thorne
Enrique Cipriani Thorne (Lima, 18 de abril de 1941 - Lima, 18 de febrero de 2016) fue un médico, escritor, investigador y educador peruano. Fue miembro del movimiento estudiantil de 1961 que devino en la creación de la Universidad Peruana de Ciencias Médicas y Biológicas, futura Universidad Peruana Cayetano Heredia. En 1993 fundó la Clínica Médica Ambulatoria al servicio de la población en el distrito de San Martín de Porres. Fue reconocido como miembro de la Academia Nacional de Medicina del Perú en 2006.

## Biografía
Nació el 18 de abril de 1941 en Lima. Sus padres fueron Enrique Cipriani Vargas, médico oftalmólogo de profesión; e Isabel Thorne Larrabure.  Es también hermano del arzobispo emérito de Lima, Juan Luis Cipriani y nieto del banquero Rollin Thorne Sologuren. Inició sus estudios en 1958 en la Facultad de Medicina «San Fernando» de la Universidad Nacional Mayor de San Marcos. No obstante, acabó graduándose como médico cirujano en 1967 con una tesis titulada «Estudio cinético de la eliminación renal del ácido para-amino hipúrico en el hombre» en la Universidad Peruana de Ciencias Médicas y Biológicas, que sería la futura Universidad Peruana Cayetano Heredia. Se graduó en 1978 como Doctor en Medicina en la misma universidad. En 1976 laboró en el Hospital Arzobispo Loayza donde fue jefe del Servicio de Endocrinología hasta 1984 y también profesor de medicina interna hasta 1988. Escribió artículos científicos y periodísticos publicados en revistas académicas y diarios como El Mercurio Peruano y El Comercio.
En septiembre de 1993 fundó la Clínica Médica Ambulatoria (CLIMA), un policlínico en el distrito de San Martín de Porres en donde los profesores de la Facultad de Medicina de la UPCH atendían a los pacientes de la zona. Posteriormente, el centro cambió de nombre el 2007 a Clínica Médica Cayetano Heredia (CMCH) y actualmente lleva el nombre de CMCH Sede Enrique Cipriani Thorne.
En mayo de 2006 fue nombrado académico de número de la Academia Nacional de Medicina del Perú.

## Obra seleccionada
- 1993. A las puertas del año 2000: geopolítica e historia en mi generación universitaria, 1958-1992.
- 1996. «El hombre entre la razón, los mitos y la religión» (Lima: Universidad Peruana Cayetano Heredia).
- 2010. con Quintanilla, Alberto. Diabetes mellitus tipo 2 y resistencia a la insulina. (Lima: Universidad Peruana Cayetano Heredia).
- 2016. Horizontes de la medicina. ISBN 978-612-4242-28-1.

## Reconocimientos
- 1970. Physicians Recognition Award por la Asociación Médica Americana.